# 과학 이론

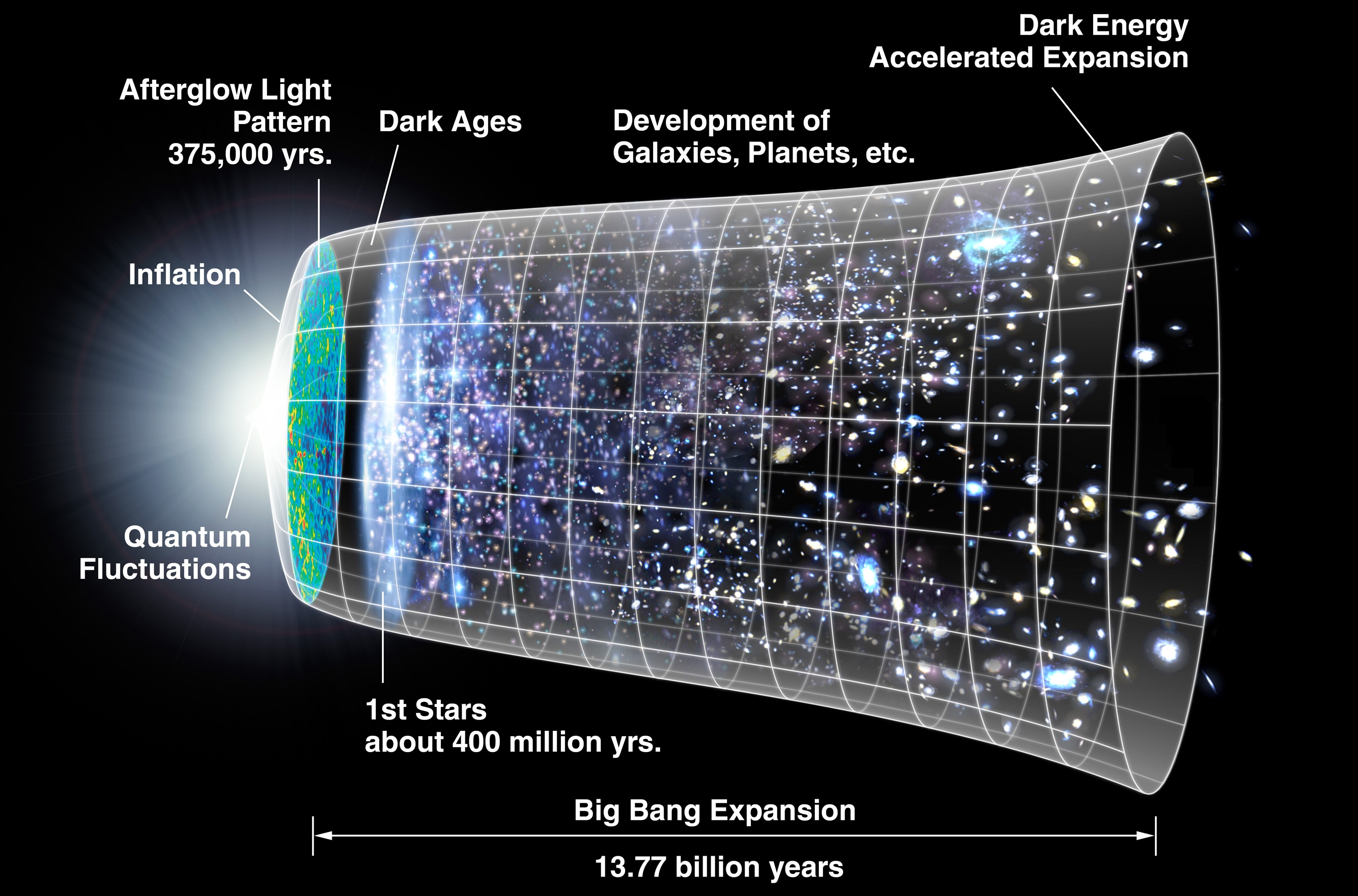

과학 이론(科學理論)은 과학적 방법론을 이용하여 알아낸 지식의 체계이자 광범위한  포괄성을 가진 것을 말한다. 과학 법칙과 비슷하나, 과학법칙은 수식으로 나타내어지는 것을 의미하며, 포괄성이 생길 경우는 이론으로 격상시키기도 한다.

## 개요
과학이론은 관찰되는 현상을 해석할 때 사용되는 이론으로서, 관찰되는 세포에 관한 현상들에 관한 이론인 세포 이론, 관찰되는 진화 현상을 연구하는 진화 이론 등이 있다.

## 가설과의 관계
과학계에서 설정하는 가설들이 검증을 통과하고 증명되었을 때, 이것이 포괄성을 지닌 여러 다른 분야에서 증명이 가능하면 이론이 된다. 이론은 가설과는 달리 높은 신뢰성을 가지고 있으며, 과학법칙과 동등하거나 더 높은 신뢰성을 가진 것으로 받아들여진다. 일상에서의 사용과는 달리 과학이론은 가설과 동치가 아니며, 증명되고 포괄성이 있는 것들을 이야기한다.

## 과학법칙과의 관계
과학법칙은 앞서 설명한 증명된 가설들 중 수식으로 표현이 가능한 것을 이야기하며, 이론에 비해서는 포괄성이 떨어진다.

## 같이 보기
- 과학법칙
- 과학적 방법론
- 과학적 증명